# Manuel García Portillo
Manuel García Portillo (Cervera del Maestrat, Castelló, 1953) és un empresari i filantrop valencià, promotor del desenvolupament agrari i del territori. Co-fundador de Tecnidex, presideix el grup MGP i és impulsor del projecte Origen. És president de l'Institut Tecnològic AINIA i de diverses institucions relacionades amb el desenvolupament agrari. Compta amb diversos premis i reconeixements.

## Dades biogràfiques
Forma part d'una família catòlica de Moixent, bolcada en empreses agropecuàries, i que eren coneguts com els Llauradors. La seva mare era mestra, poeta i carmelita seglar i el seu pare també va ser mestre i empresari familiar. El destí professional els va portar a les ciutats de Xàtiva, Castelló i València, on es va formar.
Va estudiar formació professional en el col·legi dels Jesuïtes i un mestratge industrial en electricitat. En la Universitat Politècnica va estudiar Enginyeria Tècnica Agrícola, i s'especialitza en Hortofruticultura i Jardineria. Totes dues formacions, la industrial i l'agrícola, li van servir per a la seva carrera empresarial. Ha cursat estudis de postgrau en Direcció i Administració General d'Empreses en el Centre de Formació Empresarial Lluís Vives.
Va ser jugador de rugbi,i va competir al València Rugbi Club (fundat en 1966) sent el seu patrocinador principal des de 1989, quan va passar a dir-se Tecnidex València Rugbi Club.
Després de la realització del servei militar a Las Palmas de Gran Canaria, es va retrobar amb els seus amics d'universitat i socis, amb els quals co-va fundar en 1980 l'empresa Tecnidex, dedicada a la post producció agrícola.

## Desenvolupament empresarial
En 1980 va crear, al costat de José Gallach Ferrandis, José Juan Ramón Mesado i Ignacio Errando Mariscal, la companyia Tecnidex, Tècniques de Desinfecció, S. A., una empresa química, de tecnologies i serveis per al sector postcollita de les fruites i hortalisses, i que té la seva seu en Font del Gerro (Paterna).
Després de quedar-se com a únic soci de Tecnidex en 2008, en 2017 va vendre el 75% a la companyia nord-americana Agrofresh, present en la borsa de Nova York, quedant-se amb un 25% del capital social i com a president. La seva denominació a partir de llavors és Agrofresh Fruit Protection. Ha integrat les diferents empreses que ha anat creant en el grup MGP, que està format per Pogarma35, Collvert, Via EcoMed, FitoFarmacia i Agrofresh.
En 2015, pel 35 aniversari de Tecnidex, el Rei Felip VI, en la seva primera visita a València com a Rei, va visitar Tecnidex i, al seu torn, va inaugurar Farmapost, que reuneix els productes, tecnologies i serveis per al tractament de la postcollita. També en 2017 va ser nomenat president de AINIA, centre tecnològic per a la innovació i el desenvolupament agrícola.
També participa en altres projectes empresarials com a Cellers Personals, Wine Luthier, i Olis dels Alforins.

## Projecte Origen
Des de 2015 ha posat la seva atenció en el desenvolupament del territori, com a manera d'evitar la despoblació, invertint en la recuperació d'antigues masies i els cultius tradicionals de l'olivera i la vinya i promovent la cultura de l'autoproveïment i autoconsum. Mitjançant el Projecte Origen, es pretén «desenvolupar una experiència de vida que ens torni a connectar amb les nostres arrels i l'essència del territori, redescobrint la grandesa de la nostra biodiversitat». La primera fase del projecte per a donar vida a una part de l'Espanya buida, ha consistit en l'adquisició i reconstrucció de masies abandonades, recuperant cellers i almàsseres artesanes, i conreant vinyes i olivars.
El projecte Origen està centrat en el sud-oest de la província de València, en els termes de Moixent, Fontanars dels Alforins i la Font de la Figuera, on s'han adquirit i reconstruït les masies Sant Antoni, Casa la Muda, El Chortal i Mas del Fons. En 2023 es troben en fase de reconstrucció El Corral de la Vila, Casa Turús, El Corral de Jordà, l’ Altet de Regueró i la Casa el Poliol (Alts de Navalón). En 2020 es va iniciar l'elaboració de vins i olis de les deu masies amb les quals compte, entre ells el Vi Casa Turús i Casa la Muda.

## Reconeixements
El seu treball ha rebut diversos premis i reconeixements, cal destacar d'ells:
- Encàrrec al Mèrit Agrícola (1999). Delegació del Govern a València, rebuda del ministre Jesús Posadas.[1]
- En 2010 Tecnidex rep el Premi Indústria de Cambra València.[22]
- Col·legi d'Enginyers Tècnics Agrícoles de València i Castelló (COITAVC), Homenatge a Manuel García Portillo (2012).[23][24]
- Empresa Destacada 2012, que li va concedir l'Associació d'Antics Alumnes de la Universitat Politècnica de València.[25]
- Premi Trajectòria i Projecció Internacional, Ajuntament de Paterna (2016)[26]
- Premi Il·lustre 2016 Innovació empresarial de la Reial Societat Valenciana d'Agricultura i Esports.[27]
- Premio Unió Professional com a enginyer tècnic agrícola, rebut al Senat de mans del seu president, Pío García Escudero (2017).[28]
- Ecofira reconeix la seva trajectòria i aportació al Medi Ambient (2017).[29]
- Alumne il·lustre de l'Escola Tècnica Superior d'Enginyeria Agronòmica i del Medi Natural (EAMN), Universitat Politècnica de València (2018).[30]
- Premis de la Cambra de València a Tecnidex i Agrofresh (2022)[31]
- Premi Agricultura del diari Llevant al projecte Origen (2023).[1]